# 六鳌镇
六鳌镇，是中华人民共和国福建省漳州市漳浦县下辖的一个乡镇级行政单位。

## 行政区划
六鳌镇下辖以下地区：
龙美村、新厝村、大沃村、山门村、东门村、鳌东村、鳌西村、下寮村、店下村和营里村。